# منتخب الولايات المتحدة لهوكي الدحرجة
منتخب الولايات المتحدة لهوكي الدحرجة (بالإنجليزية: United States national roller hockey team)‏ هو ممثل الولايات المتحدة الرسمي في المنافسات الدولية في هوكي الدحرجة
.